# Anthar l'invincibile
Anthar l'invincibile (scritto anche Anthar, l'invincibile) è un film del 1964 diretto da Antonio Margheriti. Produzione italo-franco-spagnola, è una pellicola del filone del peplum con un'ambientazione fiabesca orientaleggiante in stile Mille e una notte.

## Trama
Ganor, feroce tiranno di Baghdad, uccide il sultano per appropriarsi del potere, imprigionando i suoi figli Daykor e Soraya. Anthar, un giovane ribelle, riesce a liberare Soraya, la quale però viene di nuovo catturata da un mercante di schiave, Akrim, e viene venduta ad uno sceicco. Ancora una volta, Anthar la libera e la porta a Baghdad per riuscire a liberare suo fratello. Ganor riesce a mettere in trappola  il giovane, che rischia di morire sotto una fossa del rinoceronte. Daykor riesce tuttavia ad uccidere Ganor, ed Anthar, liberatosi, sposerà la giovane Soraya.

## Produzione
Il film è una coproduzione tra Italia, Francia e Spagna. Il titolo di lavorazione era Il mercante di schiave.
L'aiuto regista di Margheriti fu Ruggero Deodato; Roberto Dell'Acqua entrò nel mondo del cinema con questa pellicola.

## Accoglienza
Il film incassò in Spagna 16 929 249 pesetas.